# Rasoherina
Rasoherina, o Rabodo, nata Rabodozanakandriana (Rova 'Ambatomanoina, 29 settembre 1814 – Amboditsiry, 1º aprile 1868), è stata regina del Madagascar dal 12 maggio 1863 al 1º aprile 1868, quando succedette al suo secondo marito e cugino di primo grado assassinato, Radama II.

## Biografia

### Regina consorte

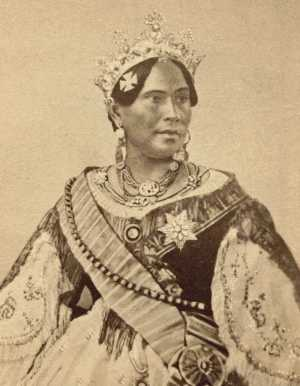
Un ritratto della regina Rasoherina

Rasoherina nacque, nel 1814, a Rova 'Ambatomanoina, con il nome di Rabodozanakandriana o Rabodo. Era figlia di Andriantsalama e di Rafaramanjaka e nipote della regina Ranavalona I.
Ebbe quattro mariti: Raharolahy, Radama II e i primi ministri Rainivoninahitriniony e Rainilaiarivony. Radama II era l'erede di Ranavalona I e le succedette nel 1861: la quarantasettenne Rabodo indossò la corona di regina consorte insieme a lui. Il sovrano fu assassinato due anni dopo e Rainilaiarivony, a capo di un consiglio di nobili, pose alla vedova alcune condizioni per poter accedere al trono, tra cui la difesa della libertà di culto. Rabodo accettò e fu dunque incoronata il 13 maggio 1863 con il nome reale di Rasoherina.
Fu la seconda delle quattro sovrane regnanti malgasce: soltanto nello Stato principesco indiano di Bhopal e nei Paesi Bassi, fino ai nostri giorni, si è verificato il singolare caso di regine succedutesi l'una all'altra.

### Regina regnante
Il vero detentore del potere, all'inizio del regno di Rasoherina, era però il capo del governo Rainivoninahitriniony, che la sposò strategicamente poche settimane dopo l'intronizzazione. Nel 1864 la regina lo sostituì, nell'esecutivo e come marito, con Rainilaiarivony, uomo potentissimo che conservò abilmente il suo ruolo, sposando pure le due sovrane successive Ranavalona II e Ranavalona III.
Sotto il breve regno di Rasoherina, l'assetto urbanistico e architettonico di Tananarive fu modernizzato con la costruzione di case borghesi di tipo inglese: furono edificati, inoltre, un teatro, la stazione ferroviaria e abbelliti il palazzo reale e la cattedrale.

### Diplomazia
I malgasci ricordano tuttora Rasoherina per la sua decisione di accreditare ambasciatori a Parigi e a Londra, ma anche per aver proibito i mercati domenicali.
Il 30 giugno 1865 la regina sottoscrisse un trattato con la Gran Bretagna che permetteva ai cittadini inglesi di affittare e possedere beni immobili nel Madagascar. Firmò pure un accordo commerciale con gli Stati Uniti che pose un limite all'importazione di armi e all'esportazione di bestiame. Ma la sovrana soprattutto concluse un'intesa con la Francia, che avrebbe dovuto garantire la pace tra i propri successori e quelli dell'imperatore Napoleone III.
Rasoherina morì nel 1868 a 54 anni e fu sepolta, vicino al secondo consorte Radama II, nella Rova di Antananarivo, presso il Palazzo Reale: non avendo avuto eredi diretti, le succedette la cugina di primo grado, Ranavalona II.

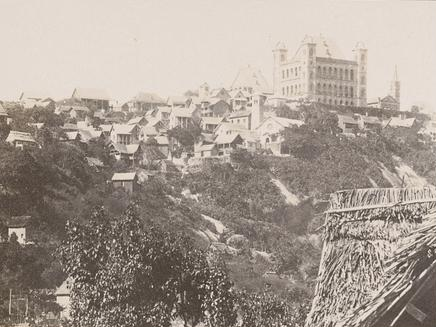
Il Palazzo della Regina a Tananarive
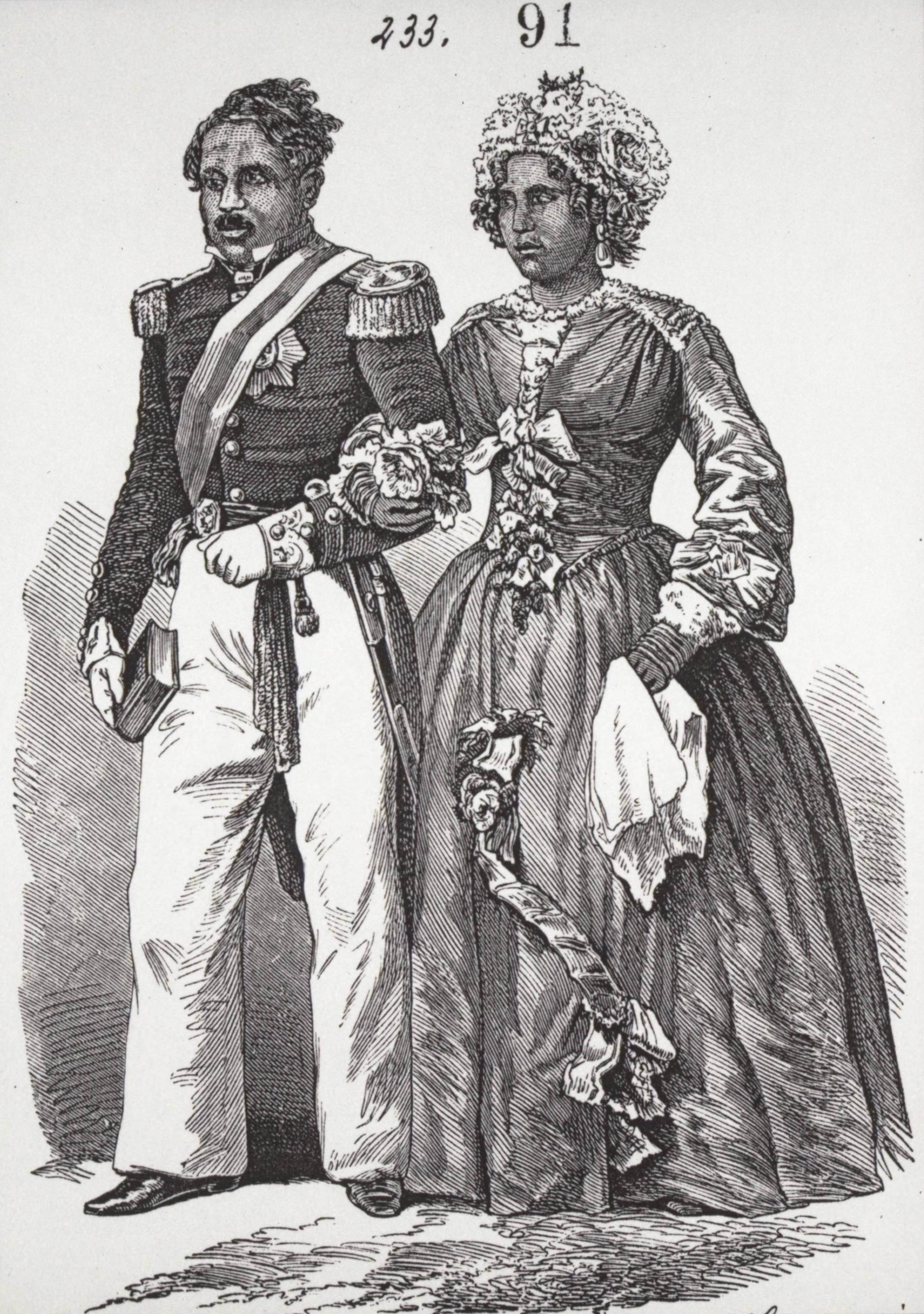
Il re Radama II con la regina consorte Rabodo
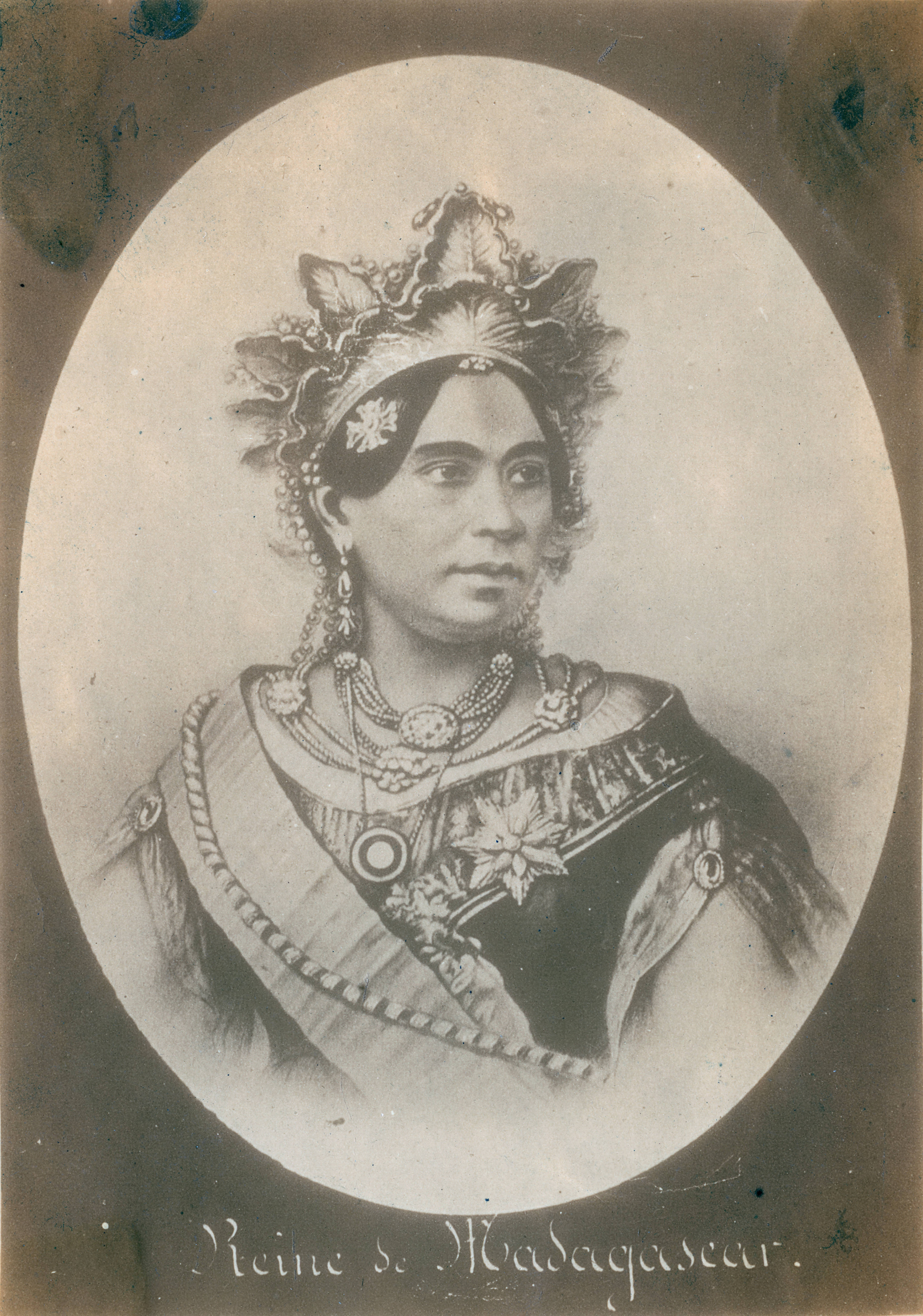
La regina Rasoherina
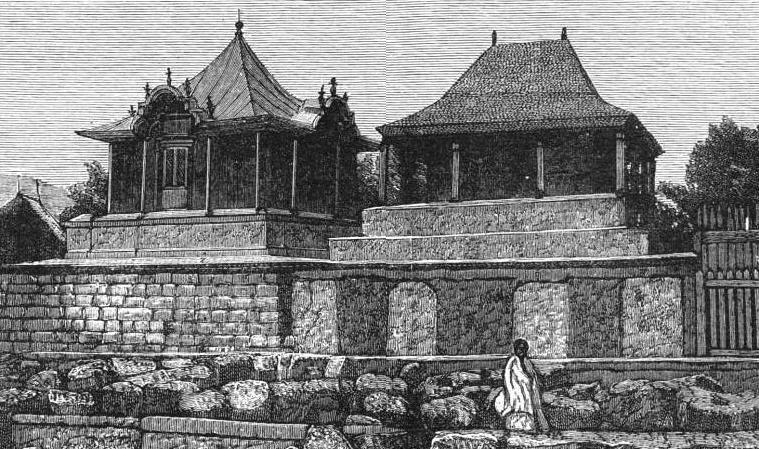
Le tombe di Radama II e della regina Rasoherina (Rova di Antananarivo)

## Ascendenza
|                                   |                                      |                                                  | Genitori                                    |  |  | Nonni |  |  | Bisnonni                             |  |  | Trisnonni                                               |  |
|                                   |                                      |                                                  |                                             |  |  |       |  |  | Principe Andrianavalomanotronimerina |  |  | Re Andrianjakanavalondambo Andriamasinavalona d'Imerina |  |
|                                   |                                      |                                                  |                                             |  |  |       |  |  | Principe Andrianavalomanotronimerina |  |  | Re Andrianjakanavalondambo Andriamasinavalona d'Imerina |  |
|                                   |                                      | Rasolomananiambonitany                           |                                             |  |  |       |  |  | Principe Andrianavalomanotronimerina |  |  |                                                         |  |
| Principe Andrianavalonakelimiaina |                                      |                                                  |                                             |  |  |       |  |  | Principe Andrianavalomanotronimerina |  |  |                                                         |  |
|                                   |                                      | Ravaomasina II                                   | Andriamanitrirazaka                         |  |  |       |  |  |                                      |  |  |                                                         |  |
|                                   |                                      | Ravaomasina II                                   | Andriamanitrirazaka                         |  |  |       |  |  |                                      |  |  |                                                         |  |
|                                   |                                      | Ravaomasina II                                   | Ramaromanompo II                            |  |  |       |  |  |                                      |  |  |                                                         |  |
| Principe Andriantsalamanandriana  |                                      | Ravaomasina II                                   |                                             |  |  |       |  |  |                                      |  |  |                                                         |  |
|                                   |                                      | Andriamparalahimanga                             | Andrianamboatsimahaiarivo                   |  |  |       |  |  |                                      |  |  |                                                         |  |
|                                   |                                      | Andriamparalahimanga                             | Andrianamboatsimahaiarivo                   |  |  |       |  |  |                                      |  |  |                                                         |  |
|                                   |                                      | Andriamparalahimanga                             | Razafindramioro                             |  |  |       |  |  |                                      |  |  |                                                         |  |
| Rafotsirasoa                      |                                      | Andriamparalahimanga                             |                                             |  |  |       |  |  |                                      |  |  |                                                         |  |
|                                   |                                      | Ramavo I                                         | Andrianilanona                              |  |  |       |  |  |                                      |  |  |                                                         |  |
|                                   |                                      | Ramavo I                                         | Andrianilanona                              |  |  |       |  |  |                                      |  |  |                                                         |  |
|                                   |                                      | Ramavo I                                         | Ratomponimarovatana                         |  |  |       |  |  |                                      |  |  |                                                         |  |
| Rasoherina                        |                                      | Ramavo I                                         |                                             |  |  |       |  |  |                                      |  |  |                                                         |  |
|                                   | Principe Andriantsimitovizafinitrimo | Re Andriambelomasina d'Avaradrano e Imerinatsimo |                                             |  |  |       |  |  |                                      |  |  |                                                         |  |
|                                   | Principe Andriantsimitovizafinitrimo | Re Andriambelomasina d'Avaradrano e Imerinatsimo |                                             |  |  |       |  |  |                                      |  |  |                                                         |  |
|                                   | Principe Andriantsimitovizafinitrimo | Principessa Rasoherimananitany                   |                                             |  |  |       |  |  |                                      |  |  |                                                         |  |
| Principe Andriantsalamanjaka      | Principe Andriantsimitovizafinitrimo |                                                  |                                             |  |  |       |  |  |                                      |  |  |                                                         |  |
|                                   |                                      | Rabodomanjaka                                    | Andrianampianarivo                          |  |  |       |  |  |                                      |  |  |                                                         |  |
|                                   |                                      | Rabodomanjaka                                    | Andrianampianarivo                          |  |  |       |  |  |                                      |  |  |                                                         |  |
|                                   |                                      | Rabodomanjaka                                    | Ratomponivololona Ravololonandriantsimitovy |  |  |       |  |  |                                      |  |  |                                                         |  |
| Principessa Rafaramanjaka         |                                      | Rabodomanjaka                                    |                                             |  |  |       |  |  |                                      |  |  |                                                         |  |
|                                   |                                      | Principe Andriandamboranto                       | Andriamiaramanjaka                          |  |  |       |  |  |                                      |  |  |                                                         |  |
|                                   |                                      | Principe Andriandamboranto                       | Andriamiaramanjaka                          |  |  |       |  |  |                                      |  |  |                                                         |  |
|                                   |                                      | Principe Andriandamboranto                       | Principessa Ranavalonandriambelomasina      |  |  |       |  |  |                                      |  |  |                                                         |  |
| Principessa Rabodonandriantompo   |                                      | Principe Andriandamboranto                       |                                             |  |  |       |  |  |                                      |  |  |                                                         |  |
|                                   |                                      | Principessa Ramboakovelo                         | Andriankirahinimerina                       |  |  |       |  |  |                                      |  |  |                                                         |  |
|                                   |                                      | Principessa Ramboakovelo                         | Andriankirahinimerina                       |  |  |       |  |  |                                      |  |  |                                                         |  |
|                                   |                                      | Principessa Ramboakovelo                         | Principessa Ranavalonjananjanahary          |  |  |       |  |  |                                      |  |  |                                                         |  |
|                                   |                                      | Principessa Ramboakovelo                         |                                             |  |  |       |  |  |                                      |  |  |                                                         |  |